# Metatekst
Metatekst (afgeleid van het Grieks: meta = achter, onder) is tekst die een andere tekst als onderwerp heeft. Voorbeelden van metatekstualiteit zijn recensies en literair-wetenschappelijke studies. 
Metatekstualiteit heeft dus te maken met schrijven over schrijven en wordt in de eerste plaats geassocieerd met beschouwingen over literaire teksten. Voorbeelden uit andere domeinen zijn krantenartikels die over het vak journalistiek handelen, schrijvers die zich buigen over het schrijven zelf, en liedteksten die gaan over dichten en zingen.
Een metatekst kan men beschouwen als een secundaire tekst die refereert aan een voorafgaande tekst, die prototekst wordt genoemd. Daardoor worden ook bijvoorbeeld vertalingen, parodieën, adaptaties en geplagieerde teksten metateksten genoemd. Metatekstualiteit heeft te maken met het gegeven dat een tekst op zichzelf kan reflecteren en naar andere teksten kan verwijzen, wat in de narratologie intertekstualiteit wordt genoemd.